# Una nau en una ampolla
"Una nau en una ampolla" (títol original en anglès "Ship in a Bottle") és el dotzè episodi de la sisena temporada de la sèrie de televisió de ciència-ficció estatunidenca Star Trek: La nova generació, i el 138è de tota la sèrie. Es va emetre originalment el 24 de gener de 1993 en redifusió als Estats Units. Fou dirigit per Alexander Singer amb un guió de René Echevarria.
Ambientada al segle XXIV, la sèrie segueix les aventures de la tripulació de la nau de la Flota Estel·lar de la Federació Enterprise-D sota el comandament del capità Jean-Luc Picard. En aquest episodi, que continuava una trama de l'episodi de la segona temporada "Elemental, estimat Data", el personatge fictici de la holocoberta, el professor James Moriarty, pren el control de l'"Enterprise" en la seva recerca per alliberar-se i viure en la realitat, fora dels límits d'un entorn hologràfic.

## Argument
El tinent comandant Data i el tinent comandant Geordi La Forge gaudeixen d'un programa holocoberta de Sherlock Holmes quan s'adonen que un personatge programat per ser esquerrà és dretà. Demanen al Tinent Barclay (Dwight Schultz) que inspeccioni l'holocoberta; mentre comprova l'estat dels programes de Sherlock Holmes, activa inadvertidament el personatge sintent Professor James Moriarty (Daniel Davis) ("Elemental, estimat Data"). i la tripulació de l'Enterprise li va assegurar que intentarien trobar una manera de fer-ho, i està irritat per la manca de resultats. El Capità Picard, juntament amb Data i Barclay, asseguren a Moriarty que encara estan treballant per aconseguir aquest objectiu, però Moriarty els menysprea.
Moriarty surt per la porta de l'holocoberta. Ho explica als atordits Picard i Data dient: "Penso, per tant existeixo." Moriarty es crea una companya, la comtessa Regina  Bartholomew (Stephanie Beacham), ordenant a l'ordinador de l'"Enterprise" que col·loqui una altra ment sensible dins d'un personatge femení de les novel·les de Sherlock Holmes. Moriarty pren el control de l'"Enterprise" i exigeix una solució per treure Regina de l'holocoberta.
Mentre ajuda La Forge, Data observa que la lateralitat de La Forge és incorrecta, tal com van experimentar abans. Data determina que ell, Picard i Barclay romanen dins de l'holocubierta amb Moriarty; tothom i tot el que sembla ser l'"Enterprise" forma part d'un programa creat per Moriarty. Picard s'adona que, sense voler, ha proporcionat a Moriarty els codis de comandament de l'"Enterprise". Moriarty pren el control de la veritable "Enterprise" des de dins de la simulació.
Picard programa la simulació d'una holocoberta per convèncer Moriarty que ell i Regina poden ser teletransportats al món real, tot i que només són "teletransportats" dins de la simulació de l'holocoberta. Moriarty, desconeixent l'estratagema, retorna el control de la nau a Picard. Ell i la Comtessa utilitzen una llançadora que els va donar el comandant Riker per abandonar l'"Enterprise" i explorar la galàxia. Picard finalitza la simulació i Barclay extreu el cub de memòria de l'holocoberta i el col·loca en un dispositiu de memòria ampliada per proporcionar a Moriarty i a la Comtessa tota una vida d'exploració i aventura.
Picard suggereix que la realitat de la tripulació pot ser una fabricació generada per "un petit dispositiu que hi ha sobre la taula d'algú". Barclay dóna una ordre audible per "finalitzar el programa" per comprovar si està en una simulació, somrient quan no hi ha resposta.

## Repartiment i doblatge al català
La sèrie va ser doblada al català pels estudis Tramontana (primera part) i Soundtrack (segona part) i emesa a TV3 l’any 1991. Els dobladors de l'episodi foren:
| Personatge                    | Actor/actriu              | Veu en català      |
| ----------------------------- | ------------------------- | ------------------ |
| Jean-Luc Picard               | Patrick Stewart           | Joan Crosas        |
| William Riker                 | Jonathan Frakes           | Antoni Forteza     |
| Data                          | Brent Spinner             | Joaquim Sota       |
| Geordi La Forge               | LeVar Burton              | Aleix Estadella    |
| Worf                          | Michael Dorn              | Enric Arquimbau    |
| Beverly Crusher               | Gates McFadden            | Aurora Garcia      |
| Deanna Troi                   | Marina Sirtis             | Alicia Laorden     |
| Tinent Reginald 'Reg' Barclay | Dwight Schultz            | Francesc Figuerola |
| Professor Moriarty            | Daniel Davis              | Jordi Vilaseca     |
| Comtessa Barthalomew          | Stephanie Beacham         | Carme Alarcon      |
| Cavaller                      | Clement von Franckenstein | Eduard Elias       |

## Producció
S'havia planejat una seqüela d' "Elemental, estimat Data" durant un temps, però es va retardar perquè l'equip de producció va assumir erròniament que les històries de Sherlock Holmes ja eren de domini públic, cosa que només ha estat el cas des del 2001. El 1993, finalment es va arribar a un acord amb els hereus d'Arthur Conan Doyle sobre una llicència.
La seqüela es basava en una idea que René Echevarria havia suggerit durant la tercera temporada. En aquest episodi, se suposava que Riker havia de teletransportar Picard a l'holocoberta, on apareixeria una simulació com si Riker prengués el control de l'Enterprise i la pilotés cap a territori enemic. L'apartament de Sherlock Holmes va haver de ser recreat perquè els decorats de l'episodi "Elemental, estimat Data" ja no existien.

## Estudi acadèmic
El llibre Hailing Frequencies Open: Communication in Star Trek: The Next Generation de Thomas D. Parham, III diu que "Una nau en una ampolla" és un exemple d'ús d'interaccions interpersonals per explorar l'ontologia. Van descobrir que diversos altres episodis de la sèrie utilitzaven interaccions interpersonals per explorar conceptes filosòfics.

## Recepció
"Una nau en una ampolla" va ser classificat com el 21è dels 100 millors episodis de tots els Star Trek per The Hollywood Reporter el 2016.
El 2011, aquest episodi va ser destacat per Forbes com un dels deu millors episodis de la franquícia que explora les implicacions de la tecnologia avançada. El 2016, TIME magazine va classificar Moriarty com el 5è millor personatge dolent de la franquícia Star Trek.
El 2009, Io9 Gizmodo va classificar "Una nau en una ampolla" com un dels pitjors episodis de Star Trek amb temàtica d'holocoberta.
El 2012, Wired va dir que aquest era un dels millors episodis de Star Trek: La nova generació.
Keith DeCandido va qualificar "Una nau en una ampolla" a "tor.com" el 2012 com un episodi destacat de "Star Trek: La nova generació". Va trobar la història brillantment construïda, començant pel fet que no es tracta d'un mal funcionament típic d'una holocoberta, com s'ha vist sovint, sinó d'una trampa construïda deliberadament per un ésser intel·ligent. Li va agradar que tot l'episodi donés molts indicis subtils que Picard, Data i Barclay encara són a la holocoberta (com ara el comportament dels altres membres de la tripulació), però aquests només es fan evidents després de veure'l diverses vegades. DeCandido també va elogiar les actuacions de tots els actors.
El 2015, The Hollywood Reporter va destacar la presentació d'aquest episodi de Moriarty començant a explorar l'univers com un dels deu moments "més impressionants" de Star Trek: La nova generació.
El 2019, CBR el va classificar com el tercer millor episodi amb temàtica holocoberta de tots els episodis de la franquícia Star Trek fins aleshores.
El 2020, Screen Rant va classificar Moriarity com el novè millor personatge holocoberta de la franquícia Star Trek.

## Llançaments
L'episodi es va publicar com a part de la caixa de la sisena temporada de Star Trek: La nova generació DVD als Estats Units el 3 de desembre de 2002. Una versió remasteritzada en HD es va publicar en disc òptic Blu-ray el 24 de juny de 2014.